# جائزة فرنسا الكبرى للدراجات النارية 1991
جائزة فرنسا الكبرى للدراجات النارية 1991 هو سباق دراجات نارية أقيم بتاريخ 21 يوليو 1991. كان الجولة العاشرة من أصل 15 في سباق الجائزة الكبرى للدراجات النارية موسم 1991. فاز الأمريكي وين ريني بفئة 500 سي سي بينما جاء الأسترالي ميك دوهان في المركز الثاني وحصل على المركز الثالث الأمريكي إدي لوسون.

## وصلات خارجية
- الموقع الرسمي